# Saurita concisa
Saurita concisa är en fjärilsart som beskrevs av Walker 1854. Saurita concisa ingår i släktet Saurita och familjen björnspinnare. Inga underarter finns listade.